# Renata Jungo Brüngger
Renata Maria-Anna Jungo Brüngger (* 7. August 1961 in Fribourg, heimatberechtigt in Düdingen) ist eine Schweizer Juristin. Sie ist das zweite weibliche Mitglied des Vorstands in der Geschichte der Mercedes-Benz Group AG.

## Ausbildung
Renata Jungo schloss 1985 ein zweisprachiges Studium der Rechtswissenschaften an der Universität Freiburg (Schweiz) ab und erlangte 1989 das Anwaltspatent.

## Karriere
Ab 1990 arbeitete sie als Rechtsanwältin bei der Schweizer Kanzlei Bär & Karrer. 1995 wurde sie Bereichsleiterin im Rechtsbereich der Metro Holding AG. Ab 2000 bekleidete sie die Position des «General Counsel Corporate EMEA» und «Vice President/General Counsel Emerson Process Management EMEA» bei Emerson Electric in der Schweiz. 2011 trat sie als Leiterin des Bereichs «Legal» in die Daimler AG ein. Zum 1. Januar 2016 wurde sie in den Vorstand der Daimler AG berufen und übernahm dort als Nachfolgerin von Christine Hohmann-Dennhardt das Ressort «Integrität und Recht». Seit dem 3. Januar 2017 ist sie Mitglied des Aufsichtsrats der Münchener Rück.
Im Dezember 2024 wird bekannt, dass Brüngger das Unternehmen Ende Oktober 2025 verlassen wird.

## Privates
Die Hobby-Bergsteigerin ist mit Alfred Daniel Brüngger verheiratet, das Paar hat keine Kinder.